# Le Mesnil-en-Vallée
Le Mesnil-en-Vallée är en kommun i departementet Maine-et-Loire i regionen Pays de la Loire i nordvästra Frankrike. Kommunen ligger i kantonen Saint-Florent-le-Vieil som tillhör arrondissementet Cholet. År 2018 hade Le Mesnil-en-Vallée 1 449 invånare.

## Befolkningsutveckling
Antalet invånare i kommunen Le Mesnil-en-Vallée
| Referens: INSEE |